# 육사 화랑대성당

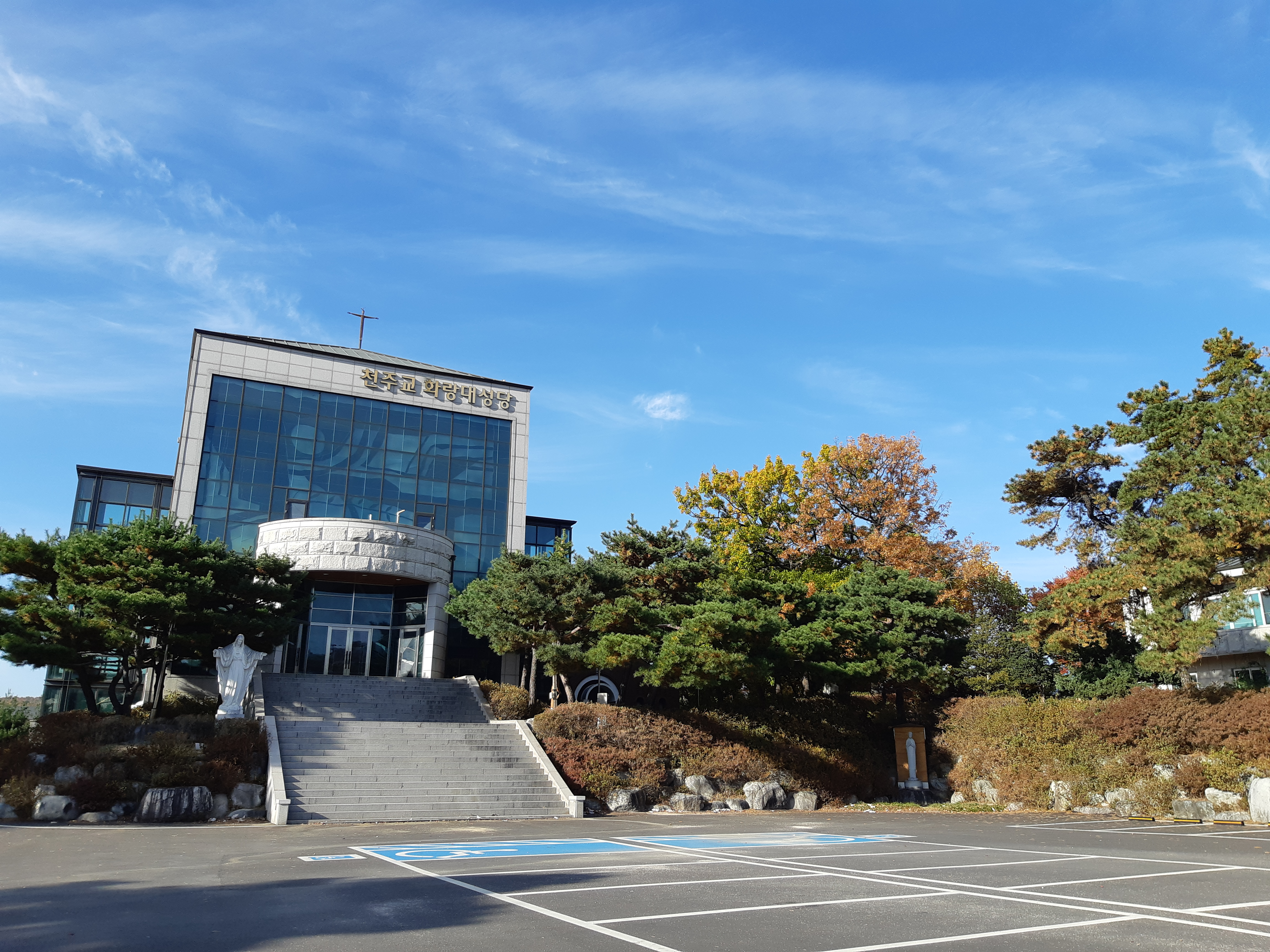
육사 화랑대성당의 전경

육사 화랑대성당(陸士華郞臺聖堂, 영어:Korea Military Academy Hwarangdae catholic Church)은 대한민국 서울특별시 노원구 공릉2동에 있는 군종교구 소속의 성당이다.
가톨릭 신자 생도 및 장병들의 신앙 생활을 위해 1952년에 경상남도 진해의 육군사관학교에서 최초 건립되었으며, 1954년에 육군사관학교가 서울로 복귀함에 따라 화랑대성당도 함께 이전하게 되었다. 1959년에는 안달원 신부가 전국 주교 회의에 제출한 육사 성당 건립 건의안이 받아들여져 총면적 489㎡의 규모로 1961년 1월 31에 준공되었다. 이후 1992년 10월 21일에 가톨릭 군종후원회의 봉헌으로 성 이냐시오 교육관이 준공되었다. 강석원 건축가가 설계한 면적 1,460㎡의 화랑대성당이 2003년에 신축되어 그 당시 국내 군 종교시설 중 가장 큰 규모의 성당이기도 하였다.
성당은 약 500석 규모의 성전, 대강당, 유아방, 교육관, 사제관 등으로 이루어져 있다. 이 때, 대강당은 생도회관, 행정안내소 등의 면회 가능 장소가 가득 찼을 때 면회 장소로 사용되기도 한다.

## 주보성인
육사 화랑대성당의 주보성인은 聖 이냐시오 데 로욜라 성인이다.
聖 이냐시오 데 로욜라 성인의 주의 영광을 위하여 무엇이든 사양하지 않는 열렬한 사랑을 본받고자 한다.

## 역대 주임신부
1. | 육사 화랑대성당                                   |                                                |
| 陸士華郞臺聖堂                                    |                                                |
| Korea Military Academy Hwarangdae catholic Church |                                                |
|                                                   |                                                |
| 약칭                                              | 화랑대성당                                     |
| 설립일                                            | 1961년 1월 31일                                |
| 관할                                              | 천주교 군종교구                                |
| 소재지                                            | 대한민국 서울특별시 노원구 화랑로 574 (공릉동) |
| 사제                                              | 김영송 알베르토                                |
| 수녀                                              | 양정애 유스틴                                  |
| 상급기관                                          | 육군사관학교                                   |
| 웹사이트                                          | http://ch.catholic.or.kr/hwarangdae/           |
2. 최창규 바르톨로메오 (1954~1956)
3. 안달원 베드로 (1956~1961)
4. 조성옥 요한 (1961~1962)
5. 박창득 아우구스띠노 (1962~1963)
6. 김영화 바오로 (1965~1966)
7. 최창정 요아킴 (1966~1969)
8. 김육웅 가리노 (1969~1971)
9. 김대군 빠뜨리시오 (1971~1972)
10. 정명조 아우구스띠노 (1972~1974)
11. 조용걸 아우구스띠노 (1974~1980)
12. 박유식 안드레아 (1980~1983)
13. 이종남 라이문도 (1983~1987)
14. 최봉원 야고보 (1987~1991)
15. 김요안 요한 (1991~1993)
16. 서상범 디도 (1993~1996)육사 화랑대성당의 성전 모습
17. 강계원 도밍고 (1996~1999)
18. 손용환 요셉 (1999~2003)
19. 김태진 베네딕도 (2003~2006)
20. 신홍식 루가 (2006~2008)

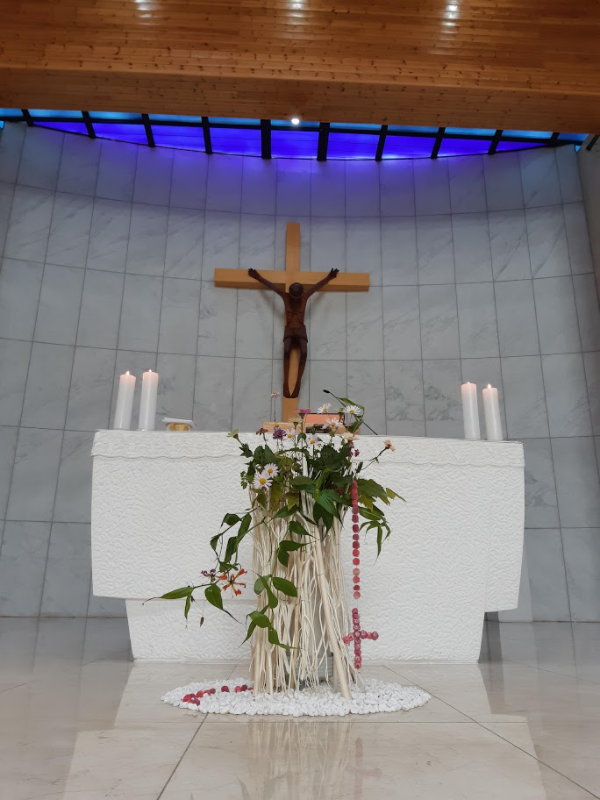
육사 화랑대성당의 성전 모습

21. 김정환 프란치스코 (2008~2010)
22. 주세익 세레자요한 (2010~2012)
23. 김성현 안또니오 (2012~2014)
24. 김창중 루카 (2014~2016)
25. 최병규 안드레아 (2016~2018)
26. 정한시 요한 (2018~2020)
27. 유충현 시메온 (2020~2024)
28. 김영송 알베르토 (2024~)

## 사제단
- 주임신부 : 김영송 알베르토
- 수녀 : 양정애 유스틴

## 관할 공소
- 선승(6지원단)
- 성요한(7포병)

## 미사 시간
| 요일                   | 시간            | 비고                                               |
| ---------------------- | --------------- | -------------------------------------------------- |
| 화요일, 목요일, 금요일 | 10 : 00         | 성모회                                             |
| 수요일                 | 19 : 00         | 생도/병사/성모회                                   |
| 토요일                 | 14 : 00 16 : 00 | 스테파노공소 (56사 220연대) 성요한공소 (7포병여단) |
| 주일                   | 09 : 00 10 : 30 | 선승성당 (71사단) 교중미사 (육군사관학교)          |

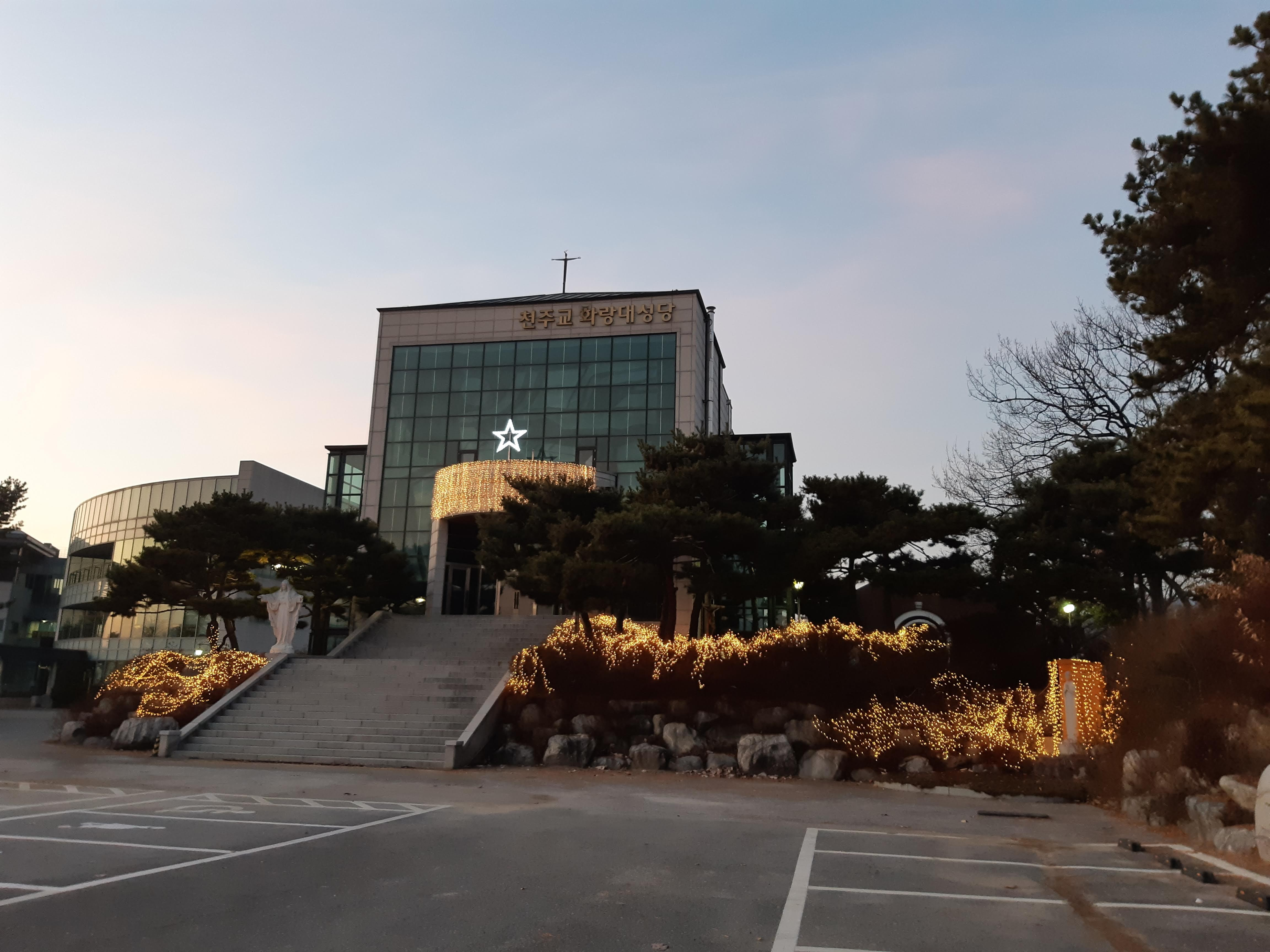
성탄절을 맞이하여 조명으로 장식한 육사 화랑대성당의 전경

육사 화랑대성당에서는 주님 부활 대축일 미사, 8월 15일 성모승천 대축일 미사, 12월 25일 예수 성탄 대축일 미사도 봉헌한다.

## 참고 자료
- 《2020 육군사관학교 요람》 (PDF). 2020년. 184~185쪽. 2020년 10월 30일에 원본 문서 (PDF)에서 보존된 문서. 2020년 10월 28일에 확인함.